# Les Marais du temps
 (octobre 2024).
Les Marais du temps est la cent-treizième histoire de la série Spirou et Fantasio de Frank Le Gall. Elle est publiée pour la première fois dans Spirou du no 3595 au no 3604. Il s'agit de la seconde histoire de la collection Le Spirou de….

## Univers

### Synopsis
Un cafetier du Marais, Nénesse, découvre dans son sous-sol un livre écrit dans une langue incompréhensible, devant être livré au Comte de Champignac. Au château, le Comte convoque Spirou, Fantasio et Spip, et leur apprend que Zorglub est parvenu à voyager dans le temps et que le livre découvert par Nénesse est écrit en zorglangue et lui laisse les instructions pour venir le chercher, car il est resté coincé après une erreur au XIXe siècle.
Spirou, Fantasio, Spip et le Comte se rendent sur la place de la Concorde, où ils trouvent au pied de l'obélisque un passage souterrain conduisant à une petite salle où Zorglub a installé son invention. Le Comte retrouve la dernière pile capable de l'activer depuis l'autre côté et ouvre le passage. Spirou, Fantasio, Spip et le Comte passent, et Zorglub, qui les attend de l'autre côté, utilise la pile pour rouvrir la faille. Mais Spip est pris de panique et repasse la porte et la ferme malencontreusement. Zorglub, furieux, est obligé de les emmener dans le Paris du XIXe siècle pour chercher une solution.
Ils se réunissent au café de l'ancêtre de Nénesse (qui est aussi son homonyme), où ils conviennent qu'après un petit bricolage, la puissance d'un champignon, le Boletus Gahwa, que le Comte a découvert en grande quantité dans les tunnels sous le Marais pourrait les ramener. Au cours de leurs pérégrinations, ils sont attaqués par Crève-Bedaine, bandit de l'époque, qui a aidé Zorglub à accomplir son mystérieux plan, armé de la zorglonde. Spirou et le Comte sont consternés par cela, mais décident de pardonner Zorglub qui est lui aussi menacé par Crève-Bedaine qu'il a trompé.
Pendant ce temps, Spip rencontre le Biologiste et son neveu, Jean-Eudes, qui réussissent à comprendre qu'il veut les conduire au laboratoire de Zorglub. Sur place, Jean-Eudes commence à expérimenter avec les équipements. Au XIXe siècle, Fantasio renverse par accident la décoction de champignon qui doit réactiver le passage de leur côté. Ils sont rejoints par Crève-Bedaine, mais Jean-Eudes ouvre alors la machine, ce qui permet à Zorglub, Fantasio et le Comte de repasser. Spirou est paralysé par la zorglonde de Crève-Bedaine, mais il s'enfuit, épouvanté par le spectacle de la porte du temps. Il est rattrapé par la police, prévenue par Nénesse qui avait assisté à l'attaque de Zorglub et de ses compagnons. Spirou réussit enfin à rouvrir la porte grâce au peu de Boletus Gahwa qu'il retrouve. À Champignac, Zorglub prétend qu'il a réussi là-bas la plus grande opération immobilière de tous les temps, le rachat de tous les hôtels particuliers du Marais avant la flambée de leurs prix. Mais il découvre que l'on ne peut pas changer le temps, et que ses actes de propriété ont été blanchis lorsqu'il est revenu à l'époque moderne.

### Personnages
- Spirou
- Fantasio
- Spip
- Le Comte de Champignac
- Zorglub
- Le Biologiste
- Nénesse (première apparition)
- Crève-Bedaine (première apparition)
- Jean-Eudes (première apparition)

## Publication

### Revues
- Publié pour la première fois dans le journal de Spirou du no 3595 au no 3600.

### Album
- L'album a bénéficié d'un tirage de tête, édité par Khani Editions, et d'un tirage de luxe par les librairies Album, tous deux en 2007.